# Episodi di Quattro donne in carriera (quinta stagione)
La quinta stagione della serie televisiva Quattro donne in carriera è stata trasmessa in anteprima negli Stati Uniti d'America dalla CBS tra il 17 settembre 1990 e il 13 maggio 1991.
| nº | Titolo originale                 | Titolo italiano | Prima TV USA      | Prima TV Italia |
| -- | -------------------------------- | --------------- | ----------------- | --------------- |
| 1  | A Blast from the Past            |                 | 17 settembre 1990 |                 |
| 2  | Papa Was a Rolling Stone         |                 | 24 settembre 1990 |                 |
| 3  | Working Mother                   |                 | 1º ottobre 1990   |                 |
| 4  | Miss Trial                       |                 | 15 ottobre 1990   |                 |
| 5  | The Bachelor Auction             |                 | 22 ottobre 1990   |                 |
| 6  | Charlene Buys a House            |                 | 29 ottobre 1990   |                 |
| 7  | Old Rebels and Young Models      |                 | 5 novembre 1990   |                 |
| 8  | Nowhere to Run To                |                 | 12 novembre 1990  |                 |
| 9  | A Class Act                      |                 | 19 novembre 1990  |                 |
| 10 | Keep the Homes Fires Burning     |                 | 26 novembre 1990  |                 |
| 11 | My Daughter, Myself              |                 | 10 dicembre 1990  |                 |
| 12 | And Now, Here's Bernice          |                 | 17 dicembre 1990  |                 |
| 13 | Pearls of Wisdom                 |                 | 7 gennaio 1991    |                 |
| 14 | High Noon in a Laundry Room      |                 | 14 gennaio 1991   |                 |
| 15 | How Long Has This Been Going On? |                 | 28 gennaio 1991   |                 |
| 16 | The Emperor's New Nose           |                 | 4 febbraio 1991   |                 |
| 17 | Maybe Baby                       |                 | 11 febbraio 1991  |                 |
| 18 | This Is Art?                     |                 | 25 febbraio 1991  |                 |
| 19 | Blame It on New Orleans          |                 | 4 marzo 1991      |                 |
| 20 | I'll See You in Court            |                 | 18 marzo 1991     |                 |
| 21 | The Big Circle                   |                 | 8 aprile 1991     |                 |
| 22 | Friends and Husbands             |                 | 29 aprile 1991    |                 |
| 23 | Fore!                            |                 | 6 maggio 1991     |                 |
| 24 | The Pride of Sugarbakers         |                 | 13 maggio 1991    |                 |